# Gammel Dok
Gammel Dok var en tørdok på Christianshavn i København mellem Strandgade og havneløbet. Dokken blev indviet 1739 og nedlagt 1919.
Anlæggelsen af Gammel Dok var kulminationen på flere fejlslagne forsøg på at tilvejebringe en ny tørdok til Orlogsværftet. Værftet havde med det nyopførte værft i 1691 skibsbygningsbeddinger både på Nyholm og Bremerholm. For at undgå den bekostelige og besværlige kølhaling for vedligeholdelse af skibenes undervandsskrog (begroning, reparation og tætning) påbegyndtes i 1681 udgravning af tørdok på Gammelholm, men projektet slog fejl på grund af kildevæld i undergrunden og en dokport, der var for svag. Vandet bliver ved at trænge ind i dokken, der opgives 1690. En mindre flydedok blev dog bygget året efter, men den kunne ikke rumme de store orlogsskibe.
Da svenskerne anlagde en tørdok i Karlskrona i 1724, blev alle kræfter sat ind på at etablere en ny dok. I 1734 fik grev Frederik Danneskiold-Samsøe overtilsyn med Holmen, og han hyrede den tyskfødte vandbygningsingeniør Johan Heinrich Dumreicher til opgaven, og i tidsrummet 1734-1738 blev så endelig tørdokken etableret på en grund nord for Asiatisk Plads ved Bådsmandsstræde og Strandgade på Christianshavn.
Den ny tørdok var en teknisk bedrift. Dokken blev indviet af kong Christian 6. i 1739, og dokken på Christianshavn blev af Laurids de Thurah beskrevet som et internationalt ingeniørmæssigt vidunder. Dokken var flankeret af en pavillon, hvorfra kongefamilien kunne besigtige søsætningen af skibene.
Pumpehuset bestod af en hestegang, hvor 2 hold af 250 mand på skift i løbet af 2-3 døgn tømte bassinet, som var 60 m langt og 5-6 meter dybt. Indtil 1741 udførtes lænspumpningen af kriminelle fanger dømt til strafarbejde på Bremerholm. Fra 1741 til 1784 blev det udført af Holmens matroser. Arbejdet var fysisk udmattende og meget upopulært. Fra 1784 blev der etableret et ny pumpeværk med 8 heste af gangen i 3-skift. Nu tog lænspumpningen kun 20-24 timer. Det fungerer helt frem til 1850'erne, hvor en dampdrevet pumpe overtog arbejdet.
Tørdokken fungerede i 180 år indtil 1919, hvor den blev fyldt op. Efter at den Nye Dok på Dokøen blev indviet i 1858, blev dokken i Strandgade kaldt Gammel Dok.
Dokkens sidevægge af egetømmer findes stadig under jorden, og i 1990'erne gennemførte Københavns Bymuseum arkæologiske udgravninger af resterne. Imidlertid blev nogle af disse fund ødelagt, da Arkitekternes Hus blev opført i Strandgade 1995-1996. Dokken blev således først fortidsmindefredet, efter at byggeriet var færdigt.
I 1998 blev der på Gammel Doks grund etableret parkeringsplads samt et frilagt anlæg af granit, brosten og vandbassin, der omkranser dokkens oprindelige omrids. Anlægget ligger mellem Gammel Dok Pakhus og Eigtveds Pakhus (del af Udenrigsministeriet) og ud for Arkitekternes Hus i Strandgade 27.
Gammel Dok Pakhus er opført 1882 af arkitekten H.C. Scharling og forhøjet med en etage ca. 1920. Pakhuset blev erhvervet af staten 1972, restaureret og nyindrettet 1984-1986 af Erik Møllers Tegnestue. Det gamle pakhus rummer  Dansk Arkitektur Center( indtil 2018), med udstillings- og mødelokaler, samt Statens Værksteder for Kunst, der stilles til rådighed til specialopgaver og eksperimentel virksomhed, som ikke kan foregå på eget værksted.